# Plaça de la Vila (Cornudella de Montsant)
La Plaça de la Vila és una plaça de Cornudella de Montsant (Priorat) inclosa a l'Inventari del Patrimoni Arquitectònic de Catalunya.

## Descripció
És una plaça de planta aproximadament rectangular, envoltada d'edificacions diverses. Hi van a parar quatre carrers, dels quals un ho fa per un "perxe". Dos dels costats tenen porxos coberts, sostinguts per pilars de pedra bastits amb grossos carreus, els quals suporten embigats de fusta. El terra, abans sense recobriment, és avui cimentat i sota els porxos és llossat o enrajolat. Del conjunt, cal destacar la casa nº1 amb una portalada renaixentista semblant a d'altres del mateix estil dins el poble, la casa nº2 amb balconades tribulades cobertes, la porta de la casa nº3 del 1771, la columna que suporta el porxo de la casa nº8, la casa nº10 amb porta del 1794, la casa nº13 del 1784, i la casa nº15 a la paret de la qual hi ha una fornícula buida.

## Història
L'espai ocupat per la plaça fou, versemblantment, l'espai públic que articulà el nucli primitiu de la població. La forma actual sembla correspondre, segons algunes informacions, al segle xvi, encara que sembla que hi havia hagut la capella de Sant Julià, al voltant de la qual s'organitzà el poble, i que desaparegué cap al segle xiv o XV. Hom hi celebrava mercat. Les construccions primitives deixaren pas en els segles XVII i XVIII a les actuals. Sense tenir cap element arquitectònic especial, la plaça de la vila de Cornudella resulta agradable i equilibrada.